# Primera División de Venezuela 2009-10
La Temporada 2009-10 del Fútbol profesional Venezolano de la Primera División de Venezuela  (oficialmente Copa Movilnet por motivos de patrocinio) fue la quincuagésima cuarta temporada desde su creación en 1957.
El torneo fue organizado por la Federación Venezolana de Fútbol (FVF).
Un total de 18 equipos participaron en la competición, incluyendo 14 equipos de la competición anterior y 4 que ascendieron de la Segunda División Venezolana 2008-09. Los dos últimos equipos posicionados en la Tabla Acumulada descendieron a la Segunda División de Venezuela.
El ganador de cada uno de los torneos (Apertura y Clausura) obtiene un cupo directo a la Copa Libertadores 2011. Además de estos dos cupos, el siguiente equipo posicionado en la Tabla Acumulada de toda la temporada, obtiene un cupo a la ronda previa de la Copa Libertadores 2011, mientras que para la Copa Sudamericana 2010 asistirán el campeón nacional, el equipo que logre consagrarse como Campeón de la Copa Venezuela y el equipo que quede como mejor cuarto lugar de la tabla general. 

## Ascensos y descensos
| Pos | Descendidos de Primera División |
| --- | ------------------------------- |
| 11º | AC Minervén*                    |
| 15º | UA Maracaibo**                  |
| 17º | Estrella Roja FC                |
| 18º | Portuguesa FC                   |

| Pos | Ascendidos de Segunda División |
| --- | ------------------------------ |
| 1º  | SD Centro Ítalo                |
| 2º  | Real Esppor Club***            |
| 3º  | Trujillanos FC****             |
| 9º  | Yaracuyanos FC**               |

*El AC Minervén es descendido a la Segunda División B por la comisión disciplinaria de la FVF por haber incumplido compromisos en sus filiales Sub-17 y Sub-20.
**El UA Maracaibo vendió sus derechos deportivos de la Primera División al Yaracuyanos FC, debido a problemas económicos.
***El Real Esppor Club se fusionó con el UA Trujillo y toma el cupo que este último había conseguido la temporada anterior.
****El Trujillanos FC es invitado por la FVF a ocupar el puesto dejado por el AC Minervén.

## Información de equipos

### Información general
| Club                    | Ciudad         | Entrenador         | Estadio                    | Aforo  |
| ----------------------- | -------------- | ------------------ | -------------------------- | ------ |
| Deportivo Lara          | Cabudare       | Carlos Hernández   | Metropolitano de Lara      | 47.312 |
| Mineros de Guayana      | Puerto Ordaz   | Manuel Plascencia  | C.T.E Cachamay             | 41.600 |
| Aragua F. C.            | Maracay        | Raúl Cavallieri    | Hermanos Ghersi            | 16.000 |
| Atlético El Vigía       | El Vigía       | Rodín Duque        | Ramón "Gato" Hernández     | 12.000 |
| Carabobo FC             | Valencia       | Rafael Santana     | Misael Delgado             | 14.000 |
| Caracas FC              | Caracas        | Ceferino Bencomo   | Olímpico de la UCV         | 23.000 |
| Deportivo Anzoátegui SC | Puerto La Cruz | Daniel Farías      | José Antonio Anzoátegui    | 38.000 |
| Deportivo Italia        | Caracas        | Eduardo Saragó     | Olímpico de la UCV         | 23.000 |
| Deportivo Táchira       | San Cristóbal  | Carlos Maldonado   | Polideportivo Pueblo Nuevo | 40.500 |
| Estudiantes de Mérida   | Mérida         | José Nabor Gavidia | Metropolitano de Mérida    | 42.500 |
| Llaneros de Guanare FC  | Guanare        | Julio Quintero     | Rafael Calles Pinto        | 13 000 |
| Monagas SC              | Maturín        | Alí Cañas          | Monumental de Maturín      | 52.000 |
| Real Esppor Club        | Caracas        | Darío Martínez     | Brígido Iriarte            | 15.000 |
| SD Centro Ítalo         | Caracas        | Félix Hernández    | Brígido Iriarte            | 15.000 |
| Trujillanos FC          | Valera         | Pedro Vera         | José Alberto Pérez         | 24.000 |
| Yaracuyanos FC          | San Felipe     | Saúl Maldonado     | Florentino Oropeza         | 10.000 |
| Zamora FC               | Barinas        | Noel Sanvicente    | Agustín Tovar La Carolina  | 28.000 |
| Zulia FC                | Maracaibo      | Miguel Acosta Jr.  | José Encarnación Romero    | 38.000 |

### Cambio de entrenadores

#### Pretemporada
| Club                  | Entrenador saliente  | Forma de salida | Fecha de salida     | Reemplazado por |
| --------------------- | -------------------- | --------------- | ------------------- | --------------- |
| Trujillanos FC        | Laynecker Navas      | Fin de contrato |                     | Pedro Vera      |
| Atlético El Vigía FC  | Juan Eugenio Jiménez | Fin de contrato | 1 de junio de 2009  | Rodín Duque     |
| Estudiantes de Mérida | José de Jesús Vera   | Renuncia        | 21 de julio de 2009 | Rafael García   |

#### Temporada
| Club                  | Entrenador saliente  | Forma de salida | Fecha de salida          | Reemplazado por            |
| --------------------- | -------------------- | --------------- | ------------------------ | -------------------------- |
| Estudiantes de Mérida | Rafael García        | Renuncia        | 18 de octubre de 2009    | Nabor Gavidia (interino)   |
| Zulia FC              | Alberto Valencia     | Despido         | 11 de septiembre de 2009 | Juan Cochesa               |
| Llaneros de Guanare   | Frank Piedrahíta     | Renuncia        | 5 de octubre de 2009     | Eduardo Borrero            |
| Zamora FC             | Darío Martínez       | Despido         | 12 de octubre de 2009    | Jesús Vera                 |
| SD Centro Ítalo       | Alessandro Corridore | Despido         | 21 de octubre de 2009    | Félix Hernández (interino) |
| Real Esppor Club      | Rafael Santana       | Renuncia        | 29 de noviembre de 2009  | Darío Martínez             |
| Monagas SC            | Manuel Plascencia    | Despido         | 13 de diciembre de 2009  | Alí Cañas                  |
| Mineros de Guayana    | José Hernández       | Despido         | 2010                     | Manuel Plascencia          |
| Carabobo FC           | Saúl Maldonado       | Despido         | 2010                     | Rafael Santana             |
| Yaracuyanos FC        | Miguel Echenausi     | Renuncia        | 2010                     | Saúl Maldonado             |
| Aragua F. C.          | Manuel Contreras     | Despido         | 14 de marzo de 2010      | Raúl Cavallieri            |
| Caracas FC            | Noel Sanvicente      | Renuncia        | 18 de marzo de 2010      | Ceferino Bencomo           |

## Torneo Apertura
El Torneo Apertura 2009 es el primer torneo de la Temporada 2009-10 en la Primera División de Venezuela. El campeón Deportivo Táchira, clasificó directamente a la fase de grupos de la Copa Libertadores 2011 y obtuvo el primero de dos cupos para la final de la Temporada 2009-10.

### Clasificación
| Leyenda |
| --- |
| - J: Partidos jugados. - G: Partidos ganados. - E: Partidos empatados. - P: Partidos perdidos. - GF: Goles a favor. - GC: Goles en contra. - DG: Diferencia de gol. - PTS: Puntos. |

| Pos. | Equipo                | J  | G  | E | P  | GF | GC | DG  | PTS. |
| ---- | --------------------- | -- | -- | - | -- | -- | -- | --- | ---- |
| 1.   | Deportivo Táchira     | 17 | 11 | 4 | 2  | 25 | 7  | +18 | 37   |
| 2.   | Deportivo Italia      | 17 | 11 | 3 | 3  | 26 | 14 | +12 | 36   |
| 3.   | Caracas FC            | 17 | 10 | 2 | 4  | 35 | 14 | +21 | 35   |
| 4.   | Deportivo Lara        | 17 | 8  | 6 | 3  | 23 | 13 | +10 | 30   |
| 5.   | Trujillanos FC        | 17 | 8  | 4 | 5  | 31 | 21 | +10 | 28   |
| 6.   | Deportivo Anzoátegui  | 17 | 8  | 2 | 7  | 22 | 19 | +3  | 26   |
| 7.   | Mineros de Guayana    | 17 | 7  | 4 | 6  | 22 | 21 | +1  | 25   |
| 8.   | Zulia FC              | 17 | 7  | 3 | 7  | 27 | 29 | -2  | 24   |
| 9.   | Estudiantes de Mérida | 17 | 5  | 8 | 4  | 21 | 15 | +6  | 23   |
| 10.  | Atlético El Vigía     | 17 | 7  | 2 | 8  | 26 | 31 | -5  | 23   |
| 11.  | Zamora FC             | 17 | 6  | 4 | 7  | 19 | 27 | -8  | 22   |
| 12.  | Monagas SC            | 17 | 6  | 3 | 8  | 32 | 32 | 0   | 21   |
| 13.  | Yaracuyanos FC        | 17 | 6  | 3 | 8  | 20 | 29 | -9  | 21   |
| 14.  | Aragua F. C.          | 17 | 4  | 7 | 6  | 11 | 18 | -7  | 19   |
| 15.  | Real Esppor Club      | 17 | 4  | 5 | 8  | 12 | 21 | -9  | 17   |
| 16.  | SD Centro Ítalo       | 17 | 3  | 5 | 9  | 19 | 26 | -7  | 14   |
| 17.  | Carabobo FC           | 17 | 2  | 7 | 8  | 16 | 29 | -13 | 13   |
| 18.  | Llaneros de Guanare   | 17 | 1  | 4 | 12 | 18 | 39 | -21 | 7    |

Actualizado al 14 de diciembre

Fuente: Archivado el 19 de noviembre de 2009 en Wayback Machine.

### Tabla de goleadores
Lista de los principales goleadores del Torneo Apertura 2009:
| Posición          | Jugador           | Equipo               | Goles |
| ----------------- | ----------------- | -------------------- | ----- |
| 1                 | Heatklif Castillo | Monagas SC           | 12    |
| 2                 | Rafael Castellín  | Caracas FC           | 10    |
| 2                 | John Córdoba      | Deportivo Lara       | 10    |
| 4                 | Daniel Arismendi  | Deportivo Táchira    | 9     |
| 5                 | Zamir Valoyes     | Caracas FC           | 8     |
| 5                 | Cristian Cásseres | Deportivo Italia     | 8     |
| 5                 | Norman Cabrera    | Atlético El Vigía FC | 8     |
| 8                 | Juan García       | Mineros de Guayana   | 7     |
| 8                 | César Alzate      | Atlético El Vigía FC | 7     |
| 8                 | Víctor Miranda    | Atlético El Vigía FC | 7     |
| 8                 | Jonathan Copete   | Trujillanos FC       | 7     |
| 8                 | Ángel Osorio      | Yaracuyanos FC       | 7     |
| 8                 | Alexander Rondón  | Deportivo Anzoategui | 7     |
| 14                | 3 jugadores       | 3 jugadores          | 6     |
| 17                | 12 jugadores      | 12 jugadores         | 5     |
| 29                | ? jugadores       | ? jugadores          | 4     |
| 33                | ? jugadores       | ? jugadores          | 3     |
| 47                | ? jugadores       | ? jugadores          | 2     |
| 87                | ? jugadores       | ? jugadores          | 1     |
| Autogoles         | Autogoles         | Autogoles            | 1     |
| Total de goles    | Total de goles    | Total de goles       | 405   |
| Total de juegos   | Total de juegos   | Total de juegos      | 153   |
| Promedio de goles | Promedio de goles | Promedio de goles    | 2.65  |

Última actualización: 22 de diciembre de 2009
Fuente: 

### Estadísticas
- Mayor victoria de local:
  - Trujillanos FC 7-2 Carabobo FC (13 de septiembre de 2009)[16][17]

- Mayor victoria de visitante:
  - Atlético El Vigía FC 1-6 Caracas FC (20 de septiembre de 2009)[18]

- Más goles en un partido: 9 goles
  - Trujillanos FC 7-2 Carabobo FC (13 de septiembre de 2009)[16]

- Más goles anotados por un jugador en un partido: 4 goles
  - Flavio De Oliveira del Trujillanos FC ante el Carabobo FC.[16][19]

## Torneo Clausura
El Torneo Clausura 2010 es el segundo torneo de la temporada 2009-10 en la Primera División de Venezuela. El campeón del mismo clasifica directamente a la fase de grupos de la Copa Libertadores 2011 y obteniendo el segundo de dos cupos para la final de la Temporada 2009-10.

### Clasificación
| Leyenda |
| --- |
| - J: Partidos jugados. - G: Partidos ganados. - E: Partidos empatados. - P: Partidos perdidos. - GF: Goles a favor. - GC: Goles en contra. - DG: Diferencia de gol. - PTS: Puntos. |

| Pos. | Equipo                | J  | G  | E | P  | GF | GC | DG  | PTS. |
| ---- | --------------------- | -- | -- | - | -- | -- | -- | --- | ---- |
| 1.   | Caracas FC            | 17 | 10 | 5 | 2  | 31 | 16 | +15 | 35   |
| 2.   | Deportivo Táchira     | 17 | 10 | 5 | 2  | 28 | 15 | +13 | 35   |
| 3.   | Deportivo Italia      | 17 | 10 | 3 | 4  | 36 | 16 | +20 | 33   |
| 4.   | ACD Lara              | 17 | 7  | 8 | 2  | 26 | 17 | +9  | 29   |
| 5.   | Zulia FC              | 17 | 9  | 2 | 6  | 26 | 21 | 5   | 29   |
| 6.   | Trujillanos FC        | 17 | 8  | 4 | 5  | 21 | 16 | +5  | 28   |
| 7.   | Zamora FC             | 17 | 8  | 4 | 5  | 26 | 22 | +4  | 28   |
| 8.   | Atlético El Vigía     | 17 | 7  | 3 | 7  | 26 | 29 | -3  | 24   |
| 9.   | Deportivo Anzoátegui  | 17 | 6  | 5 | 6  | 17 | 20 | -3  | 23   |
| 10.  | Aragua FC             | 17 | 7  | 1 | 9  | 22 | 27 | -5  | 22   |
| 11.  | Real Esppor Club      | 17 | 6  | 3 | 8  | 27 | 27 | 0   | 21   |
| 12.  | Monagas SC            | 17 | 5  | 4 | 8  | 19 | 30 | -11 | 19   |
| 13.  | Carabobo FC           | 17 | 4  | 6 | 7  | 16 | 23 | -7  | 18   |
| 14.  | Estudiantes de Mérida | 17 | 3  | 8 | 6  | 17 | 23 | -6  | 17   |
| 15.  | Mineros de Guayana    | 17 | 3  | 8 | 6  | 17 | 24 | -7  | 17   |
| 16.  | Llaneros de Guanare   | 17 | 4  | 3 | 10 | 20 | 28 | -8  | 15   |
| 17.  | Yaracuyanos FC        | 17 | 3  | 5 | 9  | 20 | 27 | -7  | 14   |
| 18.  | SD Centro Ítalo       | 17 | 3  | 3 | 11 | 17 | 29 | -12 | 12   |

Actualizado al 2 de mayo

Fuente: Archivado el 19 de noviembre de 2009 en Wayback Machine.

## Final

### Caracas FC vs Deportivo Táchira
| 1  | POR | Renny Vega         |     |
| 19 | DEF | Alejandro González |     |
| 6  | DEF | Jaime Bustamante   |     |
| 4  | DEF | Giovanni Romero    |     |
| 14 | DEF | Gabriel Cichero    |     |
| 13 | MED | Franklin Lucena    |     |
| 17 | MED | Edgar Jiménez      |     |
| 21 | MED | Jesús Gómez        | 68' |
| 10 | MED | Alejandro Guerra   | 76' |
| 11 | DEL | Zamir Valoyes      |     |
| 9  | DEL | Rafael Castellín   | 78' |
| DT | DT  | Ceferino Bencomo   |     |

| 1  | POR | Manuel Sanhouse    |     |
| 3  | DEF | Gersón Chacón      |     |
| 13 | DEF | Julio Machado      |     |
| 16 | DEF | Harold Viafara     |     |
| 14 | DEF | José Luis Granados |     |
| 8  | MED | Pedro Fernández    |     |
| 5  | MED | Javier Villafraz   | 79' |
| 7  | MED | Mauricio Cova      |     |
| 11 | MED | Jorge Rojas        |     |
| 21 | DEL | Edgar Pérez Greco  | 68' |
| 9  | DEL | Daniel Arismendi   | 56' |
| DT | DT  | Carlos Maldonado   |     |

| 18 | MED | Darío Figueroa    | 67' |
| 24 | MED | César González    | 76' |
| 7  | DEF | Alejandro Cichero | 87' |

| 15 | DEL | Solari             | 56' |
| 13 | MED | Jonathan Del Valle | 68' |
| 20 | MED | Nicolás Díez       | 79' |

|  | 15' | Giovanni Romero |

|  | ? |

|  | ? | Viafara |
|  | ? | Solari  |

| Árbitro             | Rafael López |
| Árbitros asistentes |              |
|                     |              |
| Cuarto árbitro      |              |

| 1  | POR | Renny Vega         |     |
| 19 | DEF | Alejandro González |     |
| 6  | DEF | Jaime Bustamante   |     |
| 4  | DEF | Giovanni Romero    |     |
| 14 | DEF | Gabriel Cichero    |     |
| 13 | MED | Franklin Lucena    |     |
| 17 | MED | Edgar Jiménez      |     |
| 21 | MED | Jesús Gómez        | 68' |
| 10 | MED | Alejandro Guerra   | 76' |
| 11 | DEL | Zamir Valoyes      |     |
| 9  | DEL | Rafael Castellín   | 78' |
| DT | DT  | Ceferino Bencomo   |     |

| 1  | POR | Manuel Sanhouse    |     |
| 3  | DEF | Gersón Chacón      |     |
| 13 | DEF | Julio Machado      |     |
| 16 | DEF | Harold Viafara     |     |
| 14 | DEF | José Luis Granados |     |
| 8  | MED | Pedro Fernández    |     |
| 5  | MED | Javier Villafraz   | 79' |
| 7  | MED | Mauricio Cova      |     |
| 11 | MED | Jorge Rojas        |     |
| 21 | DEL | Edgar Pérez Greco  | 68' |
| 9  | DEL | Daniel Arismendi   | 56' |
| DT | DT  | Carlos Maldonado   |     |

| 18 | MED | Darío Figueroa    | 67' |
| 24 | MED | César González    | 76' |
| 7  | DEF | Alejandro Cichero | 87' |

| 15 | DEL | Solari             | 56' |
| 13 | MED | Jonathan Del Valle | 68' |
| 20 | MED | Nicolás Díez       | 79' |

|  | 15' | Giovanni Romero |

|  | ? |

|  | ? | Viafara |
|  | ? | Solari  |

| Árbitro             | Rafael López |
| Árbitros asistentes |              |
|                     |              |
| Cuarto árbitro      |              |

### Deportivo Táchira vs Caracas FC
| 1  | POR | Manuel Sanhouse    |     |
| 18 | DEF | Gersón Chacón      |     |
| 3  | DEF | Pedro Boada        |     |
| 22 | DEF | Julio Machado      |     |
| ?? | DEF | Laudemir Valera    | 43' |
| 8  | MED | Pedro Fernández    |     |
| 5  | MED | Javier Villafraz   |     |
| 21 | MED | Edgar Pérez Greco  |     |
| 10 | MED | Jorge Rojas        |     |
| 21 | DEL | Jonathan Del Valle | 64' |
| 9  | DEL | Anderson Arias     |     |
| DT | DT  | Carlos Maldonado   |     |

| 25 | POR | Renny Vega         |     |
| 20 | DEF | Alejandro González |     |
| 6  | DEF | Jaime Bustamante   |     |
| 19 | DEF | Giovanni Romero    |     |
| 4  | DEF | Gabriel Cichero    |     |
| 13 | MED | Franklin Lucena    |     |
| 17 | MED | Edgar Jiménez      | 80' |
| 10 | MED | Jesús Gómez        | 68' |
| 18 | MED | Alejandro Guerra   | 72' |
| 24 | DEL | Zamir Valoyes      |     |
| 9  | DEL | Rafael Castellín   |     |
| DT | DT  | Ceferino Bencomo   |     |

| 5  | MED | Manuel Cova 43' 57' |     |
| 23 | MED | Marlon Fernández    | 57' |
| 7  | DEF | Armando Maita       | 64' |

| 7  | DEL | César González | 68' |
| 21 | MED | Darío Figueroa | 72' |
| 8  | MED | Vera           | 80' |

|  | 38' | Javier Villafraz |

|  | 11' | Gabriel Cichero  |
|  | 13' | Jesús Gómez      |
|  | 61' | Rafael Castellín |
|  | 67' | Alejandro Guerra |

|  | ? | Laudemir Valera    |
|  | ? | Jonathan Del Valle |

|  | ? | Alejandro Guerra |
|  | ? | Jaime Bustamante |
|  | ? | Renny Vega       |
|  | ? | Edgar Jiménez    |
|  | ? | César González   |

| Árbitro             | José Luis Hoyos |
| Árbitros asistentes |                 |
|                     |                 |
| Cuarto árbitro      |                 |

| 1  | POR | Manuel Sanhouse    |     |
| 18 | DEF | Gersón Chacón      |     |
| 3  | DEF | Pedro Boada        |     |
| 22 | DEF | Julio Machado      |     |
| ?? | DEF | Laudemir Valera    | 43' |
| 8  | MED | Pedro Fernández    |     |
| 5  | MED | Javier Villafraz   |     |
| 21 | MED | Edgar Pérez Greco  |     |
| 10 | MED | Jorge Rojas        |     |
| 21 | DEL | Jonathan Del Valle | 64' |
| 9  | DEL | Anderson Arias     |     |
| DT | DT  | Carlos Maldonado   |     |

| 25 | POR | Renny Vega         |     |
| 20 | DEF | Alejandro González |     |
| 6  | DEF | Jaime Bustamante   |     |
| 19 | DEF | Giovanni Romero    |     |
| 4  | DEF | Gabriel Cichero    |     |
| 13 | MED | Franklin Lucena    |     |
| 17 | MED | Edgar Jiménez      | 80' |
| 10 | MED | Jesús Gómez        | 68' |
| 18 | MED | Alejandro Guerra   | 72' |
| 24 | DEL | Zamir Valoyes      |     |
| 9  | DEL | Rafael Castellín   |     |
| DT | DT  | Ceferino Bencomo   |     |

| 5  | MED | Manuel Cova 43' 57' |     |
| 23 | MED | Marlon Fernández    | 57' |
| 7  | DEF | Armando Maita       | 64' |

| 7  | DEL | César González | 68' |
| 21 | MED | Darío Figueroa | 72' |
| 8  | MED | Vera           | 80' |

|  | 38' | Javier Villafraz |

|  | 11' | Gabriel Cichero  |
|  | 13' | Jesús Gómez      |
|  | 61' | Rafael Castellín |
|  | 67' | Alejandro Guerra |

|  | ? | Laudemir Valera    |
|  | ? | Jonathan Del Valle |

|  | ? | Alejandro Guerra |
|  | ? | Jaime Bustamante |
|  | ? | Renny Vega       |
|  | ? | Edgar Jiménez    |
|  | ? | César González   |

| Árbitro             | José Luis Hoyos |
| Árbitros asistentes |                 |
|                     |                 |
| Cuarto árbitro      |                 |

Caracas FC

Campeón

## Tabla acumulada
Los dos equipos que ocupen los puesto 17 y 18 de esta tabla perderán la categoría. Además, el equipo mejor ubicado en la tabla, que no haya ganado el Torneo Apertura o el Tornero Clausura asistirá a la primera fase de la Copa Libertadores 2011. De la misma forma, el equipo que se ubique en la siguiente posición asistirá a la Copa Sudamericana 2010.
| Leyenda |
| --- |
| - PTS: Puntos. - J: Partidos jugados. - G: Partidos ganados. - E: Partidos empatados. - P: Partidos perdidos. - GF: Goles a favor. - GC: Goles en contra. - DG: Diferencia de gol. |

| Pos. | Equipo                | J  | G  | E  | P  | GF | GC | DG  | PTS. | Competición                                     |
| ---- | --------------------- | -- | -- | -- | -- | -- | -- | --- | ---- | ----------------------------------------------- |
| 1.   | Deportivo Táchira     | 34 | 21 | 9  | 4  | 53 | 22 | +31 | 72   | Copa Libertadores 2011                          |
| 2.   | Caracas FC            | 34 | 21 | 7  | 6  | 66 | 30 | +36 | 70   | Copa Libertadores 2011 y Copa Sudamericana 2010 |
| 3.   | Deportivo Italia      | 34 | 21 | 6  | 7  | 62 | 31 | +31 | 69   | Copa Pre Libertadores 2011                      |
| 4.   | ACD Lara              | 34 | 15 | 14 | 5  | 49 | 30 | +19 | 59   | Copa Sudamericana 2010                          |
| 5.   | Trujillanos FC (*)    | 34 | 16 | 8  | 10 | 52 | 37 | +15 | 56   | Copa Sudamericana 2010                          |
| 6.   | Zulia FC              | 34 | 16 | 5  | 13 | 53 | 50 | +3  | 53   |                                                 |
| 7.   | Zamora FC             | 34 | 14 | 8  | 12 | 45 | 49 | -4  | 50   |                                                 |
| 8.   | Deportivo Anzoátegui  | 34 | 14 | 7  | 13 | 39 | 39 | 0   | 49   |                                                 |
| 9.   | Atlético El Vigía     | 34 | 14 | 5  | 15 | 52 | 60 | -8  | 47   |                                                 |
| 10.  | AC Mineros de Guayana | 34 | 10 | 12 | 12 | 39 | 45 | -6  | 42   |                                                 |
| 11.  | Aragua FC             | 34 | 11 | 8  | 15 | 33 | 45 | -12 | 41   |                                                 |
| 12.  | Estudiantes de Mérida | 34 | 8  | 16 | 10 | 38 | 38 | 0   | 40   |                                                 |
| 13.  | Monagas SC            | 34 | 11 | 7  | 16 | 51 | 52 | -1  | 40   |                                                 |
| 14.  | Real Esppor Club      | 34 | 10 | 8  | 16 | 39 | 48 | -9  | 38   |                                                 |
| 15.  | Yaracuyanos FC        | 34 | 9  | 8  | 17 | 40 | 56 | -16 | 35   |                                                 |
| 16.  | Carabobo FC           | 34 | 6  | 13 | 15 | 32 | 52 | -20 | 31   |                                                 |
| 17.  | SD Centro Ítalo       | 34 | 6  | 8  | 20 | 36 | 55 | -19 | 26   | Segunda División de Venezuela                   |
| 18.  | Llaneros de Guanare   | 34 | 5  | 7  | 22 | 38 | 67 | -29 | 22   | Segunda División de Venezuela                   |